# Star Wars (игра, 1991)
Star Wars — видеоигра в жанре экшен-платформера, основанная на одноимённом фильме 1977 года. Игра была выпущена компанией Victor Musical Industries для игровой системы Family Computer в Японии 15 ноября 1991 года, а также компанией JVC Musical Industries для Nintendo Entertainment System в Северной Америке в ноябре 1991 года и в Европе 26 марта 1992 года. При выходе игры была доступна официальная книга с подсказками, которую можно было заказать по почте.
Было выпущено две версии для портативных игровых систем. Версию для Game Boy разработала компания NMS Software, издателем выступила Capcom; игра была выпущена менее чем через год, в 1992 году. Версию для Game Gear разработала компания Tiertex, издателем выступила U.S. Gold; игра была выпущена в 1993 году. Также была выпущена версия для Master System, которую также разработала Tiertex. Продолжением игры стала Star Wars: The Empire Strikes Back, вышедшая в 1992 году. Игровая адаптация фильма «Возвращение джедая» для NES так и не была выпущена. Соответствующая версия игры для Super Nintendo была выпущена в 1992 году под названием Super Star Wars. 28 июня 2019 года версии Star Wars для NES и Game Boy были переизданы компанией Limited Run Games в составе стандартного и коллекционного изданий ограниченным тиражом на нелицензированных копиях игровых картриджей.

## Игровой процесс
Игра следует событиям фильма «Звёздные войны», где Люк Скайуокер должен управлять лендспидером по Татуину, забрать R2-D2 из песчаного краулера, Оби-Вана Кеноби из пещеры и Хана Соло из бара в Мос-Эйсли, сражаясь при этом со штурмовиками, Тускенскими рейдерами и многими другими противниками из фильмов. После того как все персонажи собраны, игрок должен провести «Тысячелетний сокол» в режиме первого лица через астероидное поле к Звезде Смерти (щиты для «Тысячелетнего сокола», необходимые для прохождения поля астероидов, также должны быть собраны на уровнях Татуина). Достигнув Звезды Смерти, игрок должен разрушить генератор тягового луча, освободить принцессу Лею из камерного блока, после чего уничтожить Звезду Смерти при помощи повстанческих истребителей.
Каждый персонаж обладает собственными характеристиками. Хан Соло и Лея также могут заменить Люка в игровом процессе, однако в отличие от Люка, который имеет несколько жизней, у Хана и Леи есть только по одной жизни. Оби-Ван Кеноби может воскресить Хана Соло или принцессу Лею пять раз (в версиях для Game Gear и Master System игрок даже должен уничтожить и воскресить их, чтобы получить последние 10 % очков прохождения и увидеть концовку), R2-D2 может отображать карту коридоров Звезды Смерти, а C-3PO может предоставлять информацию о текущей части игры. Дарт Вейдер появляется только на экране окончания игры.

## Критика
| Иноязычные издания | Иноязычные издания |
| Издание            | Оценка             |
| ------------------ | ------------------ |
| AllGame            | (NES) · (GG)       |
| Power Unlimited    | 65% (GB)           |

Виктор Лукас из The Electric Playground оценил версию для Game Gear в 7 баллов из 10 и написал: «Star Wars отличается качественным художественным оформлением и рядом технических особенностей. Игра остаётся одной из наиболее графически проработанных среди доступных для 8-битной портативной консоли Sega». Журнал Power Unlimited оценил версию для Game Boy в 65 %, резюмируя: «Несмотря на большое разнообразие игрового процесса, управление в игре затруднено. Графика слишком сложна для Game Boy, изображение слишком тёмное, а управление недостаточно точное. Тем не менее, игра обеспечивает продолжительное время прохождения».
Версия для Game Gear стала финалистом премии журнала GamePro «Портативная игра года» за 1993 год.